# 加夫列爾·戈梅斯
加夫列爾·戈梅斯（Gabriel Gómez，1984年5月29日—）是一位已退休的巴拿馬足球員。2003年進入巴拿馬國家足球隊，並曾參與2018年世界盃足球賽。加夫列爾·戈梅斯在國家隊共出場149次，2018年退休。

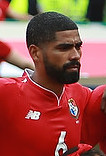
加夫列爾·戈梅斯